# Podosphaera fusca
Espèce
Podosphaera fusca est une espèce de champignons ascomycètes de la famille des Erysiphaceae.
Ce champignon phytopathogène est l'une des espèces responsable de l'oïdium des cucurbitacées.

## Synonymes
Selon Catalogue of Life (11 octobre 2014) :
- Albigo calendulae (Malbr. & Roum.) Kuntze 1898,
- Erysiphe fusca Fr. 1829,
- Erysiphe fuscata Berk. & M.A. Curtis 1876,
- Erysiphe xanthii Castagne 1845,
- Meliola calendulae Malbr. & Roum. 1886,
- Oidium citrulli J.M. Yen & Chin C. Wang 1973,
- Podosphaera phaseoli (Z.Y. Zhao) U. Braun & S. Takam. 2000,
- Podosphaera phtheirospermi (Henn. & Shirai) U. Braun & T.Z. Liu 2010,
- Podosphaera xanthii (Castagne) U. Braun & Shishkoff 2000,
- Sphaerotheca astragali var. phaseoli Z.Y. Zhao 1981,
- Sphaerotheca calendulae (Malbr. & Roum.) Malbr. 1888,
- Sphaerotheca cucurbitae (Jacz.) Z.Y. Zhao 1979,
- Sphaerotheca fuliginea f. calendulae (Malbr. & Roum.) Jacz. 1927,)
- Sphaerotheca fuliginea f. cucurbitae Jacz. 1927,
- Sphaerotheca fusca (Fr.) S. Blumer 1933,
- Sphaerotheca fusca var. fusca (Fr.) S. Blumer 1933,
- Sphaerotheca fuscata (Berk. & M.A. Curtis) Serbinow,
- Sphaerotheca indica Patw. 1964,
- Sphaerotheca melampyri L. Junell 1966,
- Sphaerotheca microcarpa Hazsl.,
- Sphaerotheca phaseoli (Z.Y. Zhao) U. Braun 1985,
- Sphaerotheca phtheirospermi Henn. & Shirai 1900,
- Sphaerotheca verbenae Savul. & Negru 1955,
- Sphaerotheca xanthii (Castagne) L. Junell 1966.